# Nhà máy dệt lụa Tomioka
Nhà máy lụa Tomioka (富岡製糸場 Tomioka Seishijō) là mô hình dệt lụa quay sợi hiện đại lâu đời nhất của Nhật Bản. Nó được thành lập vào năm 1872 bởi chính phủ để giới thiệu công nghệ dệt lụa quay cuồng hiện đại theo công nghệ Pháp tại Nhật Bản. Nhà máy được Chính phủ Nhật Bản xếp hạng là một Di tích lịch sử quốc gia và tất cả các tòa nhà của nó được bảo quản trong tình trạng rất tốt. Đây là một nhà máy lớn nằm trong khu phố cổ của Tomioka, tỉnh Gunma, cách thủ đô Tokyo khoảng 100 km về phía tây bắc.

## Lịch sử
Ngay sau Cải cách Minh Trị cuối thế kỷ 19, Chính phủ Nhật Bản đẩy nhanh quá trình hiện đại hóa đất nước để bắt kịp với các cường quốc châu Âu. Vải thô lụa của Nhật Bản trở thành sản phẩm xuất khẩu quan trọng nhất lúc bấy giờ đã giúp duy trì sự tăng trưởng cho cả nền kinh tế Nhật Bản. Tuy nhiên, chính sự bùng nổ đã khiến ngành công nghiệp lụa Nhật Bản bắt đầu phải hy sinh chất lượng để tăng số lượng, khiến danh tiếng của vải thô lụa Nhật Bản bị suy giảm. Kết quả là, Chính phủ quyết định thành lập Nhà máy lụa Tomioka như là một cơ sở quấn chỉ lụa được trang bị các máy móc tinh vi và hiện đại nhất, nhằm nâng cao chất lượng vải.
Năm 1870, Paul Brunat là người đã từng làm việc trong một công ty thương mại của Pháp ở Yokohama đã nghiên cứu các địa điểm thích hợp cho một nhà máy lụa trong vùng Kanto và một trong số những Tomioka.
Việc xây dựng bắt đầu vào năm 1871 và được hoàn thành vào tháng 7 năm kế tiếp. Ba tháng sau, nhà máy bắt đầu hoạt động. Ban đầu, đã có 150 máy quay lụa, và khoảng 400 công nhân nữ điều hành các máy trong nhà máy. Lối sống và làm việc của người lao động đã được ghi lại trong cuốn nhật ký của một nữ công nhân, Wada Ei.
Tomioka tập trung vào cung cấp tơ sống chất lượng cao. Nhưng mặc dù lụa của họ được hưởng danh tiếng tốt ở nước ngoài về chất lượng cao, nhưng việc kinh doanh của các doanh nghiệp luôn luôn trong ngưỡng báo động đỏ. Ngay cả sau khi giảm chi phí, họ vẫn tiếp tục bị thâm hụt vốn kinh niên và kết quả là chính phủ quyết định tư nhân hóa Nhà máy dệt lụa Tomioka và chuyển giao kinh doanh cho Tập đoàn Tài chính Mitsui vào năm 1893. Năm 1902 nó đã được chuyển giao một lần nữa từ Mitsui sang Công ty Hara.
Vào năm 1939 (năm thứ 14 của Thời kỳ Chiêu Hòa), nhà máy Tomioka đã được chuyển giao cho Công ty Công nghiệp Katakura, một công ty quay guồng lụa lớn nhất tại Nhật Bản. Tomioka sau đó đã trở thành nhà máy đóng góp tích cực vào sự phát triển của nền kinh tế Nhật Bản trong và sau Thế chiến thứ II. Nhà máy đã bị đóng cửa tháng 3 năm 1987, nhưng nó vẫn được bảo quản tốt như một di tích lịch sử quốc gia.

## Di sản
Năm 2005, nhà máy dệt lụa Tomioka đã được chỉ định bởi chính phủ Nhật Bản như một di tích lịch sử và đã được chuyển giao cho thành phố Tomioka quản lý. Tổ hợp nhà máy và các công trình liên quan đã được UNESCO công nhận là Di sản thế giới vào ngày 21 tháng 6 năm 2014.
Di sản này bao gồm bốn địa điểm chứng thực cho các giai đoạn khác nhau trong sản xuất lụa thô: sản xuất kén tằm một trang trại thực nghiệm; một cơ sở lưu trữ bảo quản kén tằm; quay sợi kén tằm và kéo sợi trong một nhà máy; và một trường học để phổ biến kiến thức trồng dâu nuôi tằm. Nó minh họa cho kỹ thuật sản xuất hàng hóa hàng loạt tốt nhất bằng kỹ thuật hiện đại, trở thành một yếu tố quyết định trong việc đổi mới trồng dâu nuôi tằm và ngành công nghiệp dệt lụa Nhật Bản trong 25 năm cuối thế kỷ 19. Nó đánh dấu bước ngoặt, đưa Nhật Bản vào kỷ nguyên công nghiệp hiện đại, thúc đẩy quốc gia này trở thành một trong những nước xuất khẩu hàng đầu thế giới về tơ sống.